# Esturjão-do-golfo-do-méxico
O esturjão-do-golfo-do-méxico (Acipenser oxyrhynchus desotoi) é uma subespécie de esturjão do gênero Acipenser que vive no Golfo do México e em alguns rios que nele desaguam. O esturjão-do-golfo-do-méxico foi identificado pela primeira vez como uma subespécie distinta em 1955. O esturjão-do-golfo-do-méxico é considerado uma subespécie ameaçada desde 1991, segundo a Lei de Espécies em Perigo dos Estados Unidos da América. O seu habitat original seria a área que vai do Rio Suwannee, na costa oeste da Flórida, até o Rio Mississípi, incluindo as águas marítimas das regiões central e oriental do Golfo do México. Três espécies do gênero Scaphirhynchus compartilham territórios fluviais com o esturjão-do-golfo-do-méxico, e nenhuma delas é anádroma.

## Características
Visualmente é quase impossível distinguir o esturjão-do-golfo-do-méxico do esturjão-atlântico, já que a diferença morfológica mais significativa entre as duas subespécies é o comprimento do baço, que é um órgão interno. O baço do esturjão-do-golfo-do-méxico  tem um comprimento que equivale a cerca de 12,3% do comprimento-padrão do peixe, enquanto que no baço do esturjão-atlântico a relação correspondente é de apenas 5,7%. Diferenças morfológicas menores incluem o comprimento relativo da cabeça, o formato das placas ósseas dorsais e o comprimento da barbatana peitoral. As diferenças genéticas entre as duas subespécies foram estudadas, e elas indicam que o isolamento reprodutivo ocorreu no Pleistoceno. As diferenças comportamentais são mais nítidas, especialmente os hábitos alimentares. O esturjão-do-golfo-do-méxico adulto alimenta-se principalmente, ou exclusivamente, durante os meses de inverno, quando estão em água salgada ou salobra, e comem pouco ou nada no restante do ano, quando se encontram nos rios. O peso varia de acordo com os padrões alimentares, havendo um aumento significativo de peso no inverno e reduções menos acentuadas no verão. A dieta do esturjão-do-golfo-do-méxico consiste de organismos de fundo, incluindo moluscos, camarões, vermes marinhos, isópodos e anfípodas. Não se conhece o motivo deste padrão sazonal de alimentação. Os indivíduos adultos desta subespécie apresentam um comprimento médio de 1 a 2,5 metros. As fêmeas são maiores do que os machos. O esturjão-do-golfo-do-méxico pode viver até cerca de 60 anos, mas geralmente a idade máxima é de 20 a 25 anos.

## Ciclo de vida
Os esturjões-do-golfo-do-méxico jovens permanecem nos rios em que nasceram mais ou menos até os dois anos de idade, alimentando-se neles. Depois disso, eles juntam-se aos indivíduos adultos nas suas migrações anádromas e nos seus hábitos alimentares. A migração subindo os rios ocorre geralmente de fevereiro a abril, quando as temperaturas da água sobe para entre 16°C e 23°C. A migração descendo os rios começa normalmente no final de setembro ou em outubro, quando a temperatura da água cai. Os machos atingem a maturidade sexual entre os sete e os doze anos de idade, e as fêmeas entre os oito e os dezessete. A reprodução ocorre sempre no rio em que nasceram, geralmente em fundos duros, abaixo de uma nascente de águas subterrâneas. Após a reprodução, os adultos e os indivíduos jovens mais maduros congregam-se em regiões de águas mais frias, profundas e lentas, geralmente abaixo das nascentes de águas subterrâneas.

## Saltos
Todas as espécies de esturjão às vezes dão saltos sobre a superfície da água. O esturjão-do-golfo-do-méxico faz isso em duas ocasiões: nos rios, em julho e agosto, e mais cedo no período de alimentação no mar. Os pesquisadores acreditam que ele salte para comunicar-se e manter a coesão grupal. Desde pelo menos 2002, todo verão, ocupantes de barcos que navegam no Rio Suwanee chocam-se contra esturjões que saltam, o que provocando acidentes com ferimentos graves.

## Controle populacional
Não se conhecem predadores do esturjão, além dos seres humanos, mas acredita-se que eles tenham pouco impacto sobre a espécie. Entre os parasitas do esturjão-do-golfo-do-méxico  estão o branchiura, nematódeos, tremátodes e sanguessugas. Não foram observados impactos nocivos devido à ação desses parasitas. A espécie é também hospedeira da glochidia (larva) de três espécies de mexilhões de água doce. A pesca excessiva e a construção de barragens provavelmente contribuiu para o declínio das populações desta subespécie.